# Daisy Greville

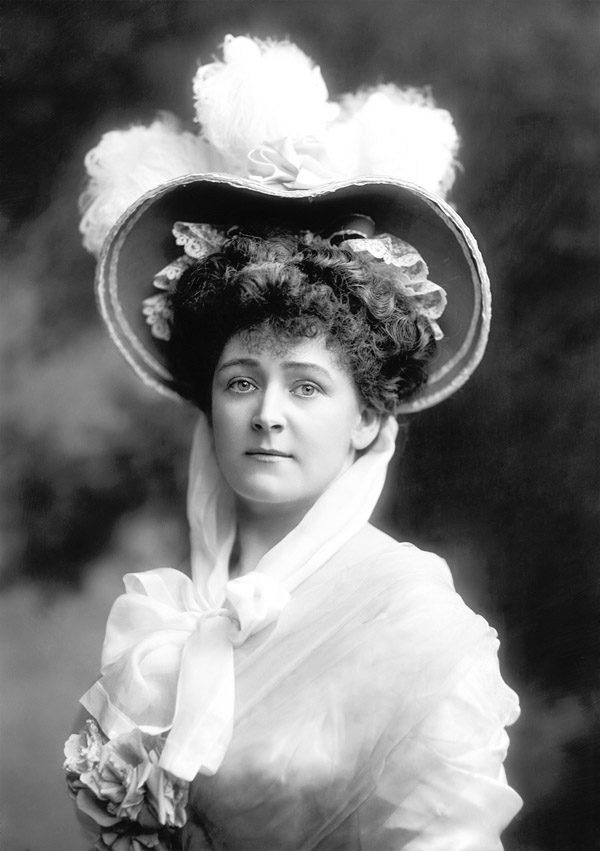
Daisy Greville en 1899.

Frances Evelyn Daisy Greville, condesa de Warwick (10 de diciembre de 1861 - 26 de julio de 1938) fue una dama de sociedad destacada por su belleza y por haber sido la amante del rey Eduardo VII del Reino Unido. Se cree que la canción «Daisy Bell» se inspiró en ella.

## Familia
Nacida Frances Evelyn Maynard en Easton Lodge, cerca de Great Dunmow, fue uno de los tres hijos de Charles Maynard y Blanche Fitzroy. Charles Maynard fue el hijo mayor y heredero de Enrique Maynard, 3.er. vizconde de Maynard, cuyas propiedades heredó Daisy en 1865, a la muerte del vizconde (su padre había muerto tres meses antes). Blanche Fitzroy era descendiente de Carlos II de Inglaterra, a través de sus amantes Nell Gwyn y Barbara Villiers. Dos años después de la muerte de su padre, su madre volvió a casarse con un cortesano de treinta y tres años de edad y favorito de la reina Victoria, Lord Rosslyn. La condesa de Westmoreland, la duquesa de Sutherland y Lady Angela Forbes fueron sus hermanastras, por el matrimonio de su madre con Lord Rosslyn.

## Matrimonio
Daisy fue considerada como posible esposa para el príncipe Leopoldo (que más tarde sería Duque de Albany), hijo menor de la reina Victoria. La Reina lo aprobaba, pero el príncipe estaba enamorado de otra persona. En su lugar, se casó en 1881 con Francis Greville, Lord Brooke, hijo mayor y heredero de George Greville, cuarto conde de Warwick. La pareja tuvo tres hijos en los primeros cuatro años de su matrimonio. Su cuarto hijo, un varón, nació en 1898, y posteriormente tuvieron una hija en 1904. Lord Brooke accedió al condado en 1893, y la familia se mudó al castillo de Warwick.

## Romances

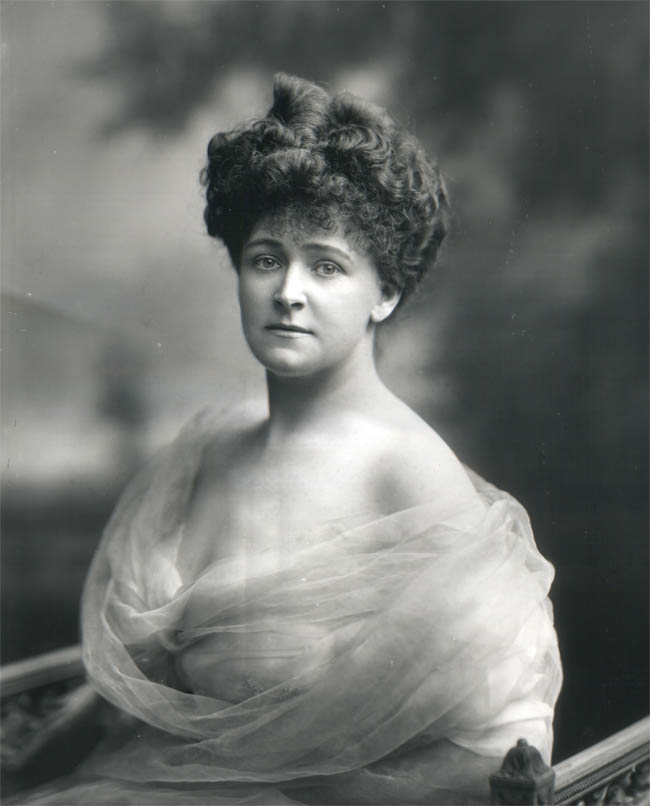
Daisy Greville en 1899.

Después de su matrimonio y el nacimiento de sus hijos, Daisy se convirtió en una socialité y a menudo asistía a grandes fiestas y reuniones. Junto a su marido era miembro del grupo de Marlborough House, liderado por Alberto Eduardo, príncipe de Gales. A partir de 1886, se involucró con varios hombres poderosos, sobre todo Eduardo VII. No era raro en la época victoriana que una mujer casada de cierta importancia social tuviera una relación sentimental con un hombre más prominente que su marido. Esto a menudo sucedía con el conocimiento del marido, ya que también podría ayudar en su promoción social o política y se consideraba normal para la época.
A pesar de que estuvo involucrada con ambos hombres, el romance de Lady Warwick con Eduardo VII, que duró hasta 1898, se cree que fue principalmente una cubierta para su relación con Lord Charles Beresford (después de 1916, 1.er. barón Beresford), por quien sí tenía en realidad sentimientos genuinos. Por tratarse de la amante de Eduardo VII, nadie levantaba las cejas, ni le causaba problemas, ya que nadie le preguntaría a él o le causaría a ella ningún dolor por el asunto, ni tampoco a su marido. Sin embargo, todo esto fue sin el conocimiento de Eduardo VII y cuando este descubrió que Daisy también estaba involucrada con Lord Charles, trató de recuperar una carta supuestamente comprometedora que Lady Brooke (Daisy Greville) había escrito a Beresford y que supuestamente estaba en manos de la esposa de este. La pelea duró hasta que el primer ministro Lord Salisbury interfirió y ambas partes llegaron a un acuerdo. Sin embargo, las relaciones entre Eduardo VII y Lord Charles siguieron siendo malas durante el resto de sus vidas.
Su principal defecto como cortesana de hombres poderosos era que carecía de la capacidad de mantener sus asuntos en privado y cuando se involucraba con un hombre de riqueza y poder, tenía la costumbre de darlo a conocer a los demás. A menudo, una cortesana podía tener una carrera prolongada basada simplemente en una característica, la discreción. Por sus indiscreciones, se ganó el apodo de «The Babbling Brooke» ("la balbuceante Brooke") y fue la inspiración para la popular canción «Daisy Bell».
Tras la muerte de Eduardo VII y debido a que tenía grandes deudas, trató de chantajear a su hijo, el nuevo rey Jorge V. Amenazó con hacer públicas una serie de cartas de amor escritas por Eduardo VII. Lord Stamfordham, con su experiencia y astucia, logró detener la publicación con el argumento de que los derechos de autor pertenecían al Rey. Daisy se encontró sin más recursos y murió casi sin dinero.

## Política y filantropía
Robert Blatchford escribió una crítica del estilo de vida de Warwick en la década de 1890, y eso la llevó a buscarlo para discutir sobre el socialismo. Su argumento tuvo un impacto duradero en Daisy y posteriormente se unió a la Federación Socialdemócrata en 1904. Daisy donó grandes sumas de dinero a la organización y, en particular, apoyó su campaña de comidas gratis para los escolares. Se opuso a la Primera Guerra Mundial y apoyó la Revolución de Octubre. Después de la guerra, se unió al Partido Laborista.
También fundó una escuela de costura en Easton, Essex, y la Universidad Agrícola de la Mujer Studley y una sede para reuniones de sindicalistas en Easton Lodge, que permaneció como una residencia privada después de que la familia se mudó al castillo de Warwick. Creó frondosos jardines en los alrededores de Easton Lodge y también un pequeño zoológico privado. El novelista H. G. Wells fue uno de los residentes de la propiedad.